# Palmerella nigra
Palmerella nigra är en stekelart som beskrevs av Cameron 1908. Palmerella nigra ingår i släktet Palmerella och familjen brokparasitsteklar. Inga underarter finns listade i Catalogue of Life.